# Distrito de Andahuaylillas
El distrito de   Andahuaylillas es uno de los doce que conforman la provincia de Quispicanchi, ubicada en el departamento del Cuzco en el Sur del Perú. Limita por el Norte con la provincia de Paucartambo; por el Este, con el distrito de Urcos; por el Sur, con el distrito de Huaro y la provincia de Acomayo y por el Oeste, con el distrito de Lucre.
Según la organización jerárquica de la Iglesia católica, la provincia de Quispicanchi pertenece a la arquidiócesis del Cusco.

## Historia
El distrito fue creado mediante Ley del 2 de enero de 1857, dado en el gobierno del Presidente Ramón Castilla.

## Geografía
Su capital, el pueblo de Andahuaylillas, se ubica a 40 kilómetros de la ciudad del Cuzco, destacándose por su arquitectura colonial.
Su plaza principal está rodeada de antiguas casonas y tiene árboles de pisonay.
El atractivo más destacable de esta localidad es la iglesia de San Pedro de Andahuaylillas, que fue construida en el siglo XVII. El interior está profusamente decorado con pinturas murales, altares barrocos de madera tallada y cuenta con lienzos de la Escuela cuzqueña de pintura, que se desarrolló al iniciarse la presencia hispana.

## División administrativa

### Centros poblados
- Centro Poblado Menor Piñipampa

## Autoridades

### Municipales
- 2023 - 2026[2]
  - Alcalde:  Nicanor Rocca Ccaqquesto  de Movimiento Regional Inca Pachacuteq.
  - Regidores:

  1. Marcelino Arriaga Yuca (Movimiento Regional Inca Pachacuteq)
  2. Sonia Nely Mendoza Mamani (Movimiento Regional Inca Pachacuteq)
  3. Miguel Ccapyamarca Challco (Movimiento Regional Inca Pachacuteq)
  4. Yony Alicia Flores Checca (Movimiento Regional Inca Pachacuteq)
  5. Fiama Angela Cornejo Macedo (Partido Somos Perú)

Alcaldes anteriores
- 2015-2018:[3] Juvenal Palma Guzmán
- 2007-2010: Vicente Salas Pilares.

## Festividades
- San Sebastián.
- Semana Santa.
- Señor de Qoyllorit'i.
- San Pedro y San Pablo.
- Virgen de la Asunción.